# Sandra Magnus
Sandra Magnus est une ancienne astronaute américaine née le 30 octobre 1964. Elle a effectué à deux reprises des missions à bord de la navette spatiale américaine et effectué un séjour de longue durée à bord de la Station spatiale internationale. Depuis octobre 2012 elle est responsable du bureau de liaison de l'American Institute of Aeronautics and Astronautics.

## Biographie

### Formation et premières expériences professionnelles
Sandra Magnus nait et grandit à Belleville, dans l'Illinois. Elle passe une licence en physique puis un master en ingénierie électrique respectivement en 1986 et 1990 à l'université du Missouri à Columbia. Elle décroche par la suite un doctorat en sciences et en génie des matériaux à l'Institut de technologie de Géorgie en 1996. De 1986 à 1991 Magnus travaille sur la conception de l'avion furtif comme ingénieur pour McDonnell Douglas. Après avoir effectué des travaux de recherche en laboratoire sur le sujet, elle travaille sur les techniques de réduction de la signature radar du McDonnell Douglas A-12 Avenger II jusqu'à ce que le projet soit annulé par la Marine en 1991.

### Carrière à la NASA
Sandra Magnus est sélectionnée par la NASA pour être astronaute en 1996. Elle réalise son premier vol en tant que spécialiste de mission du 7 au 18 octobre 2002, à bord de la navette Atlantis : la mission STS-112 a pour objectif de placer sur orbite et effectuer l'assemblage de la poutre S-1 de la Station spatiale internationale. Elle est aux télécommandes du bras robotique qui est sollicité dans le cadre de trois sorties extravéhiculaires. Le 14 novembre 2008 elle repart dans l'espace avec l'équipage de la navette Endeavour dans le cadre de la mission STS-126. Elle intègre alors l'équipage permanent de l'Expédition 18 en remplaçant l'astronaute Gregory Chamitoff comme ingénieur de vol. Elle reste à bord de la station spatiale durant 133 jours et rentre le 28 mars 2009 à bord de la navette spatiale dans le cadre de la mission  STS-119. Elle est remplacée à bord de la station spatiale par le cosmonaute japonais Koichi Wakata. Elle fait partie de l'équipage qui réalise le dernier vol à bord d'une navette spatiale américaine entre le 8 et le 21 juillet 2011 durant la mission de ravitaillement STS-135, dans laquelle elle est responsable de la charge utile .

### Après la NASA
Sandra Magnus quitte l'agence spatiale en octobre 2012 pour prendre un poste de responsable du bureau de liaison de l'American Institute of Aeronautics and Astronautics.(AIAA).

Sandra Magnus dans l'espace
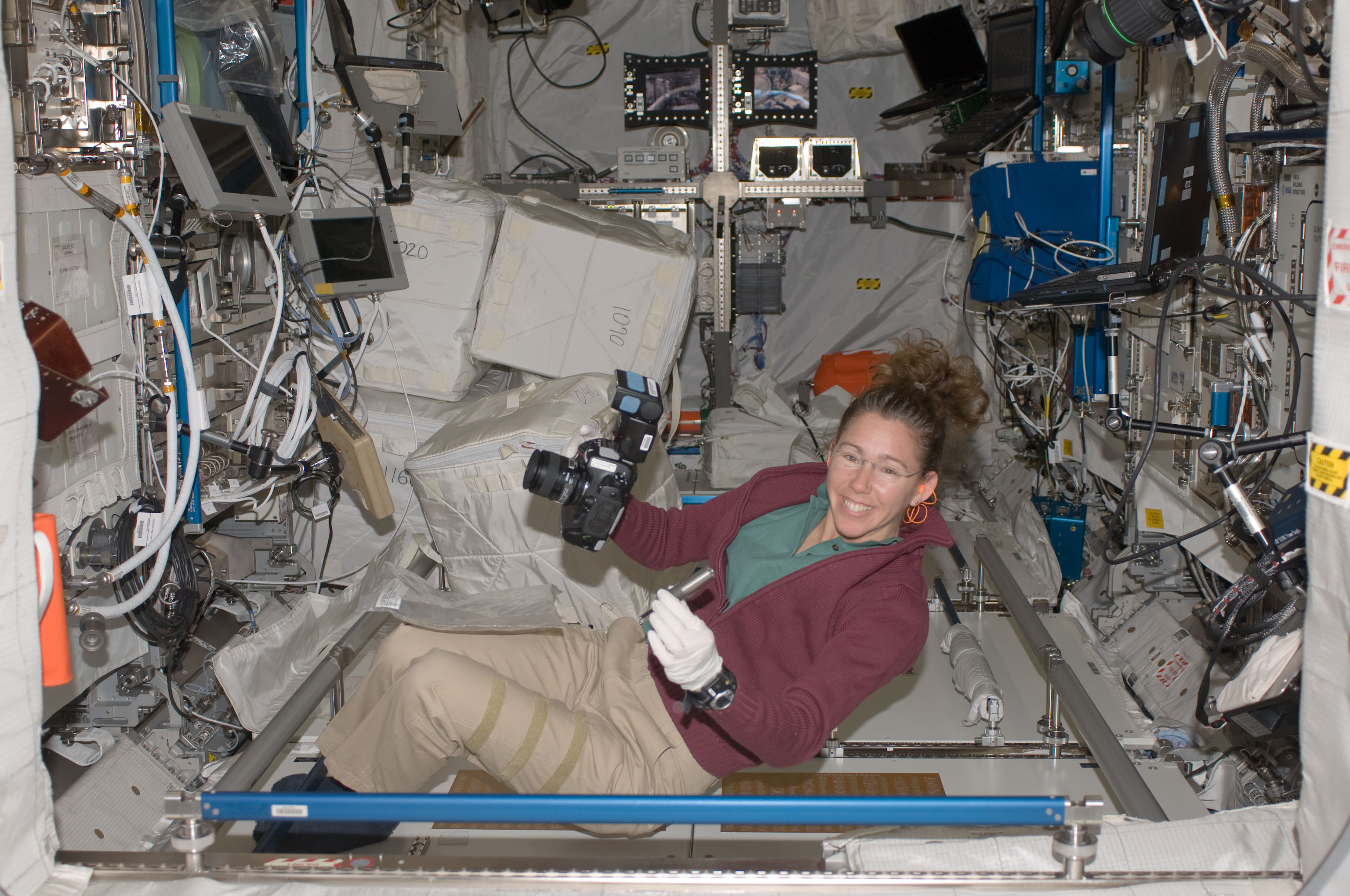
Réalisation d'expériences dans le laboratoire Columbus de la Station spatiale internationale.
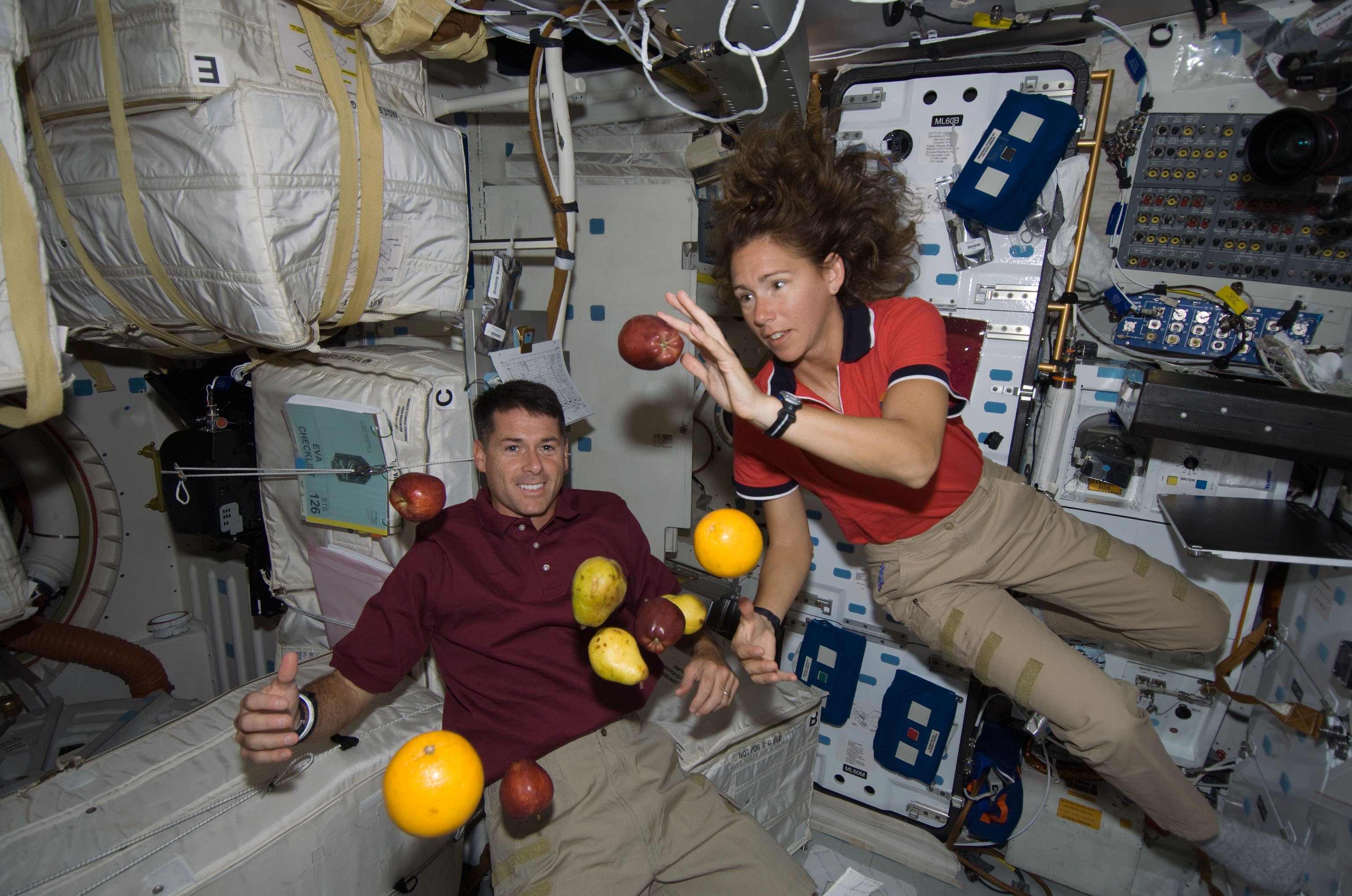
Sur le pont inférieur de la navette spatiale Endeavour dans le cadre de la mission STS-126.
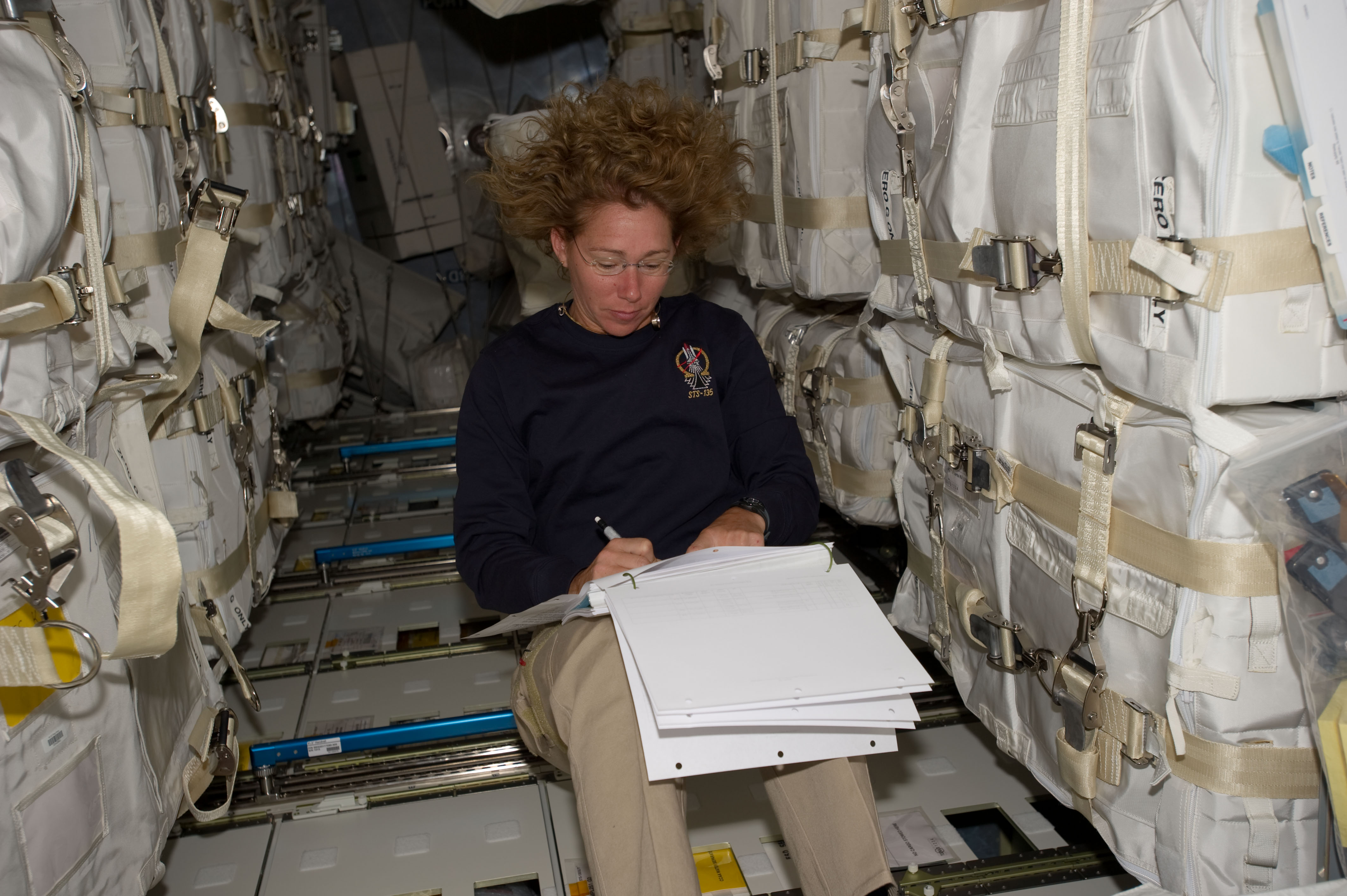
Dans le module MPLM Raffaello amarré à la station spatiale au cours de la mission STS-135.